# Mesoamerikanischer Kalender
Der mesoamerikanische Kalender ist vielen Völkern Mesoamerikas seit dem 1. Jahrtausend v. Chr. gemeinsam und wird in vereinfachter Form bei einigen indianischen Gruppen bis heute ungebrochen weiter verwendet. Er besteht hauptsächlich aus drei Zyklen, die miteinander in Beziehung stehen:

## Der 260-tägige Ritualkalender
Der im täglichen Leben wichtigste Zyklus besteht aus exakt 260 Tagen. Die Náhuatl sprechenden Völker nannten den Zyklus tonalpohualli, in Maya-Sprachen wurde er als tzolkin bezeichnet. Er wird aus der immer wiederkehrenden Kombination von 20 benannten Zeichen und 13 Ziffern gebildet. Die 20 Zeichen hatten in den verschiedenen mesoamerikanischen Sprachen nur selten gleiche, meist unterschiedliche, aber manchmal verwandt erscheinende Bedeutung. Die folgende Tabelle vergleicht die Namen der Tageszeichen im zentralen Mexiko bei den Náhuatl sprechenden Azteken, in Oaxaca bei den Mixteken und Zapoteken, sowie bei den Maya in Guatemala und Yucatán.
| Position. | Náhuatl       | Bedeutung       | Mixtekisch | Zapotekisch | Bedeutung (Mixtekisch) | Yukatekisches Maya | Bedeutung       |
| --------- | ------------- | --------------- | ---------- | ----------- | ---------------------- | ------------------ | --------------- |
| i         | cipactli      | Kaiman          | quevui     | chilla      | Krokodil               | imix               | Erdmonster      |
| ii        | eecatl        | Wind            | chi        | quij        | Glut                   | ik                 | Atem            |
| iii       | calli         | Haus            | cuau       | guela       | Nacht                  | akbal              | Dunkelheit      |
| iv        | cuetzpalin    | Eidechse        | que        | ache        | Frosch/Eidechse        | kan                | Reifer Mais     |
| v         | coatl         | Schlange        | yo         | zee         | Schlange               | chicchan           | Himmelsschlange |
| vi        | miquiztli     | Tod             | mahua      | lana        | Hase                   | cimi               | Tod             |
| vii       | mazatl        | Hirsch          | cuaa       | china       | Reh                    | manik              | ?               |
| viii      | tochtli       | Hase            | sayu       | lapa        | ?                      | lamat              | ?               |
| ix        | atl           | Wasser          | tuta       | niza        | Wasser                 | muluc              | ?               |
| x         | itzcuintli    | HUnd            | hua        | tella       | Kopfabwärts            | oc                 | Eingang         |
| xi        | ozomatli      | Affe            | ñuu        | loo         | Affe                   | chuen              | Handwerker      |
| xii       | malinalli     | Gewundenes Gras | cañe       | pija        | Gedreht                | eb                 | Regen           |
| xiii      | acatl         | Schilfrohr      | huiyo      | quij        | Schilfrohr             | ben                | ?               |
| xiv       | ocelotl       | Jaguar          | huidzu     | geche       | Jaguar                 | ix                 | Jaguar          |
| xv        | cuauhtli      | Adler           | sa         | naa         | Mutter                 | men                | Weiser          |
| xvi       | cozcacuauhtli | Geier           | cuii       | loo         | Hirsch                 | cib                | Wachs           |
| xvii      | olin          | Bewegung        | qhi        | xoo         | Erdbeben               | caban              | Erde            |
| xviii     | tecpatl       | Feuerstein      | cusi       | opa         | Stein                  | etznab             | Scharfer Stein  |
| xix       | quiahuitl     | Regen           | co         | ape         | Bewölkt                | cauac              | Sturm           |
| xx        | xochitl       | Blume           | huaco      | lao         | Gesicht                | ahau               | Herr            |

Es wird die traditionelle Schreibweise verwendet. Die mixtekischen Tagesnamen haben offenbar dieselbe Bedeutung wie die im Náhuatl, es werden aber nicht die umgangssprachlich gebräuchlichen Worte benutzt. Dasselbe gilt auch für die mit den Namen verbundenen Zahlen.
Die Funktion der Tageszeichen oder Namen war der der europäischen Woche vergleichbar. Sie wurde auch für die Bestimmung der Qualität der einzelnen Tage herangezogen, diese wurden als gut, schlecht oder indifferent angesehen und entsprechend auch zur Wahrsagerei genutzt. Die Zuschreibung der Qualität der Tage war aber keineswegs einheitlich. Die Qualität bestimmte auch das Schicksal der an diesem Tage geborenen Personen und wurde oft auch benutzt, um ihnen einen Namen zu geben.
Die Tageszeichen wurden mit den Ziffern von 1 bis 13 kombiniert, so dass das erste Zeichen mit der Ziffer 1 verbunden wurde, das zweite mit der Ziffer 2 usw. Das 14. Zeichen wurde wieder mit 1 verbunden, bis am Ende, nach 260 Tagen, die Ziffer 13 auf dem Zeichen 19 zu liegen kam. Danach begann der Zyklus wieder von vorne. Der Zyklus war immer synchron und ist in einigen Gebieten bis jetzt ununterbrochen. Mit diesem Zyklus konnte man Tage präzis bezeichnen, allerdings nur innerhalb der Dauer von 260 Tagen, weil danach die Folge der Ziffer- und Zeichen-Kombination identisch wiederkehrte.

## Das Jahr
Eine andere Funktion hatte das Jahr, bei den Náhuatl sprechenden Völkern xihuitl, bei den Maya haab’ genannt. Seine Dauer war mit 365 Tagen konstant. Es gab keinerlei Schaltung, weshalb das Jahr sich langsam gegen das Sonnenjahr verschob, das 6 Stunden, 9 Minuten und 9,5 Sekunden länger ist. Das Jahr wurde in 18 Abschnitte zu 20 Tagen eingeteilt, hinzu kam ein kurzer Abschnitt mit 5 Tagen. Diese 5 Tage galten als unglücklich und für jegliche wichtige Tätigkeit ungeeignet. Die Namen der Abschnitte, die oft missverständlich als Monate bezeichnet werden, sind nicht nur in den verschiedenen mesoamerikanischen Sprachen natürlich unterschiedlich, sondern auch innerhalb einer Sprache. Die verschiedenen Namen für denselben Abschnitt haben untereinander keine Beziehung aufzuweisen. Der Inhalt der Namen verweist oft auf die rituellen Aktivitäten, die zu dieser Zeit stattfanden, oder auf charakteristische jahreszeitliche Erscheinungen. Diese Erscheinungen sind jedoch teilweise erheblich gegenüber den wirklichen Jahreszeiten verschoben, was ein Effekt der zu kurzen Dauer des Jahres ist. Die ersten Monate, also der Jahresbeginn, waren in verschiedenen Regionen nicht synchron: Im zentralen Mexiko begann das Jahr im Jahre 1519 am 14. Februar, bei den Maya um den 31. März. Die Tage der Abschnitte wurden nur bei den Maya gezählt.

## Jahresbindung
Auf die Tage der 18 Abschnitte fielen in einem Jahr immer dieselben Zeichen des tonalpohualli oder tzolk’in, aber jeweils mit anderen der 13 Ziffern kombiniert. Hingegen kam im folgenden Jahr auf denselben Tag des Jahres (beispielsweise den Anfangstag) das fünfte Tageszeichen, aber die nächste Ziffer zu liegen. Dies konnte man sich zu Nutze machen, um die Jahre zu unterscheiden. Da auf diese Weise aber auf jeden Tag des Jahres nur 52 verschiedene Kombinationen fallen konnten (denn 20 geteilt durch den mit 365 gemeinsamen Teiler 5 ergibt 4, multipliziert mit 13 gleich 52) entstand ein wiederkehrender Zyklus von Namen von Jahren, der 52 Jahre dauerte und den die Azteken xiuhmolpilli (Jahresbindung, dargestellt durch ein geschnürtes Bündel von Stäben) nannten. Nach den 52 Jahren kehrte die Folge der Jahresnamen in identischer Form wieder, weshalb eine genaue Datierung nur innerhalb dieses Zyklus möglich war. Die Namen von Tagen und Jahren unterschieden sich auf diese Weise in keiner Weise. Bei der hieroglyphischen Schreibung verwendete man zur Unterscheidung für Jahre deshalb unterschiedliche Beizeichen oder Darstellungsweisen. Die Jahresbindungen wurden nicht gezählt. Die letzte Folge von Jahresnamen ist in der folgenden Tabelle wiedergegeben; zur Berechnung von früheren Folgen sind ein oder mehrere Vielfach von 52 abzuziehen. Es sind die europäischen Jahre angegeben, auf die der größere Teil des indianischen Jahres fiel.
| Zeichen | Koeffizient → | 1    | 2    | 3    | 4    | 5    | 6    | 7    | 8    | 9    | 10   | 11   | 12   | 13   |
| ------- | ------------- | ---- | ---- | ---- | ---- | ---- | ---- | ---- | ---- | ---- | ---- | ---- | ---- | ---- |
| tochtli | Hase          | 1506 | 1546 | 1534 | 1522 | 1510 | 1550 | 1538 | 1526 | 1514 | 1554 | 1542 | 1530 | 1518 |
| acatl   | Schilfrohr    | 1519 | 1507 | 1547 | 1535 | 1523 | 1511 | 1551 | 1539 | 1527 | 1515 | 1555 | 1543 | 1531 |
| tecpatl | Feuerstein    | 1532 | 1520 | 1508 | 1548 | 1536 | 1524 | 1512 | 1552 | 1540 | 1528 | 1516 | 1556 | 1544 |
| calli   | Haus          | 1445 | 1533 | 1521 | 1509 | 1549 | 1537 | 1525 | 1513 | 1553 | 1541 | 1529 | 1517 | 1557 |

## Lange Zählung
Unter der Bezeichnung (englisch: Long Count) wird eine für autochthone Kulturen einmalige Erfindung bezeichnet. Ein einheimischer Name für das System ist nicht bekannt. Sie setzt nicht nur ein Stellenwertsystem voraus, sondern zugleich auch das Konzept der Zahl Null und einem dafür speziellen Schriftzeichen. In diesem System werden die Tage ab einem mythischen Anfangstag gezählt, der in einem rückgerechneten gregorianischen Kalender dem 11. August 3114 v. Chr. entspricht. Die seit diesem Zeitpunkt verflossene Zeit wurde mittels einer Kombination aus Tagen (Maya: k’in), 20-tägigen Abschnitten (winal) und Jahren (ha’ab) aufgezeichnet, die in dieser Verwendung aus 18 Abschnitten bestanden. An dieser Stelle existiert ein Bruch im Stellenwertsystem auf der Basis 20.
Die Periode von 20 Jahren hieß winik ha’ab („20 Jahre“), die nächsthöhere von 400 Jahren nannte man pik ha’ab („ein Bündel Jahre“). Es gab auch Zeitperioden, die weit darüber hinausgingen und mehrere Millionen und Milliarden Jahre zählen konnten. Zur Schreibung historischer Daten benötigte man aber nur die Perioden bis zum pik ha’ab. Tage, Monate und Jahre werden meist hintereinander geschrieben, ähnlich der Art und Weise wie wir Daten anzugeben pflegen, wenn wir z. B. 31. März 2013 schreiben.
| Stelle | Maya-Name   | bisherige Bezeichnung | gleich    | = Tage  | = ungefähr Jahre |
| ------ | ----------- | --------------------- | --------- | ------- | ---------------- |
| 1      | k’in        | k’in                  | Tag       | 1       |                  |
| 2      | winal       | winal                 | 20 Tage   | 20      |                  |
| 3      | ha’ab       | tun                   | 18 winal  | 360     | 1                |
| 4      | winik ha’ab | k’atun                | 20 ha’ab  | 7.200   | 19,71            |
| 5      | pik ha’ab   | bak’tun               | 400 ha’ab | 144.000 | 394,26           |

## Entwicklung

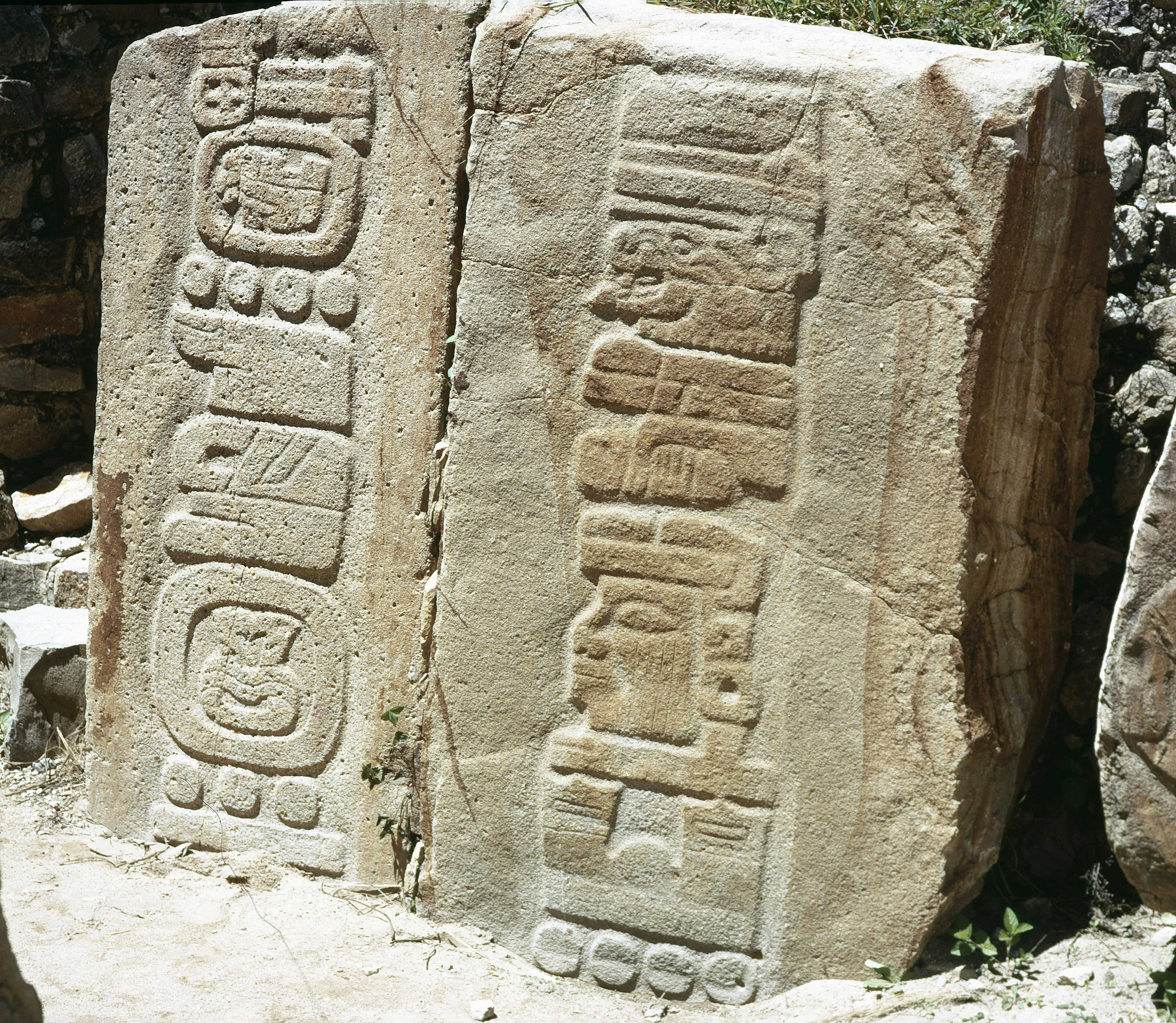
Stelen 12 und 13 von Monte Albán, Oaxaca

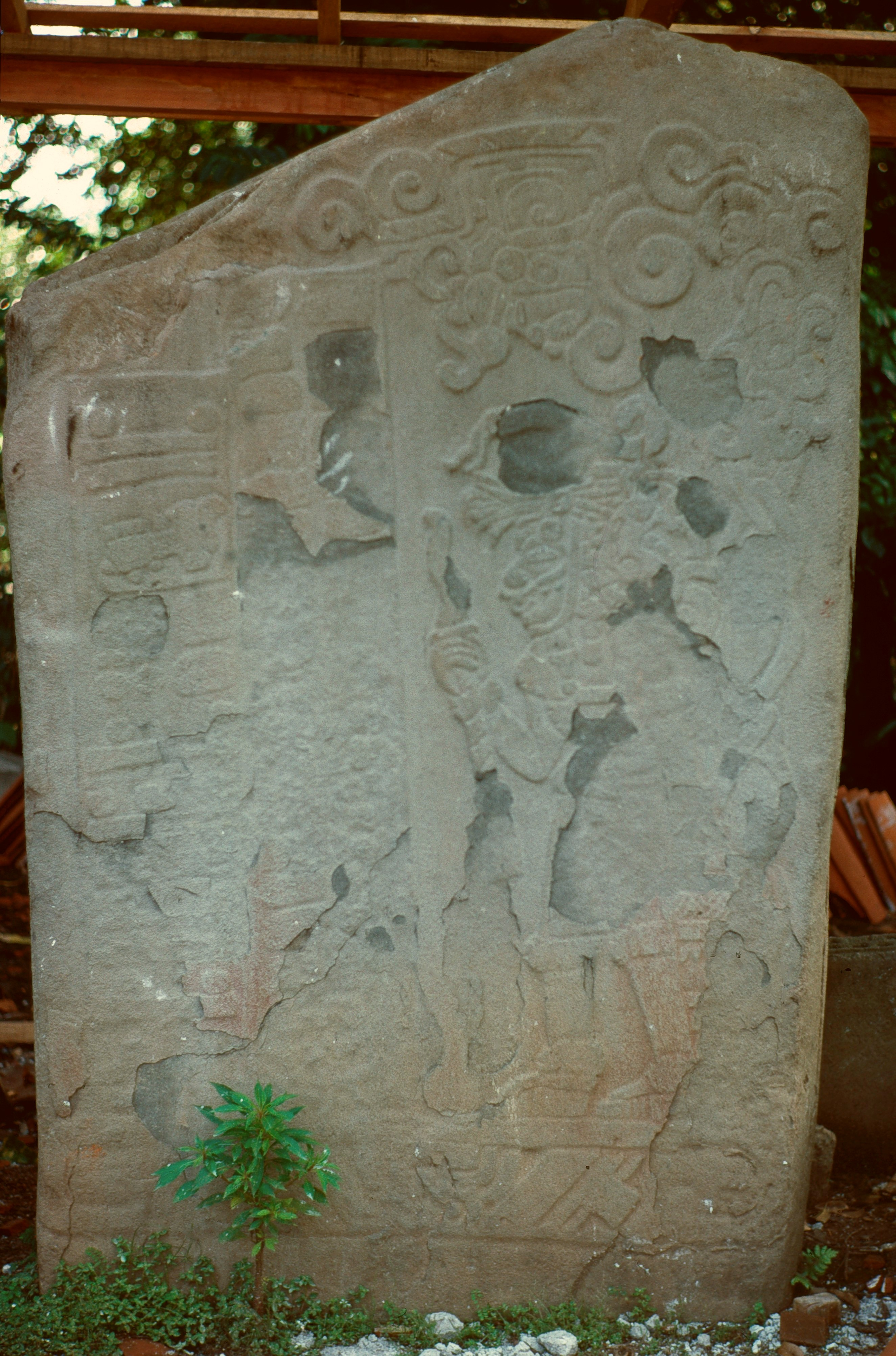
Stele 1 von El Baúl, Guatemala

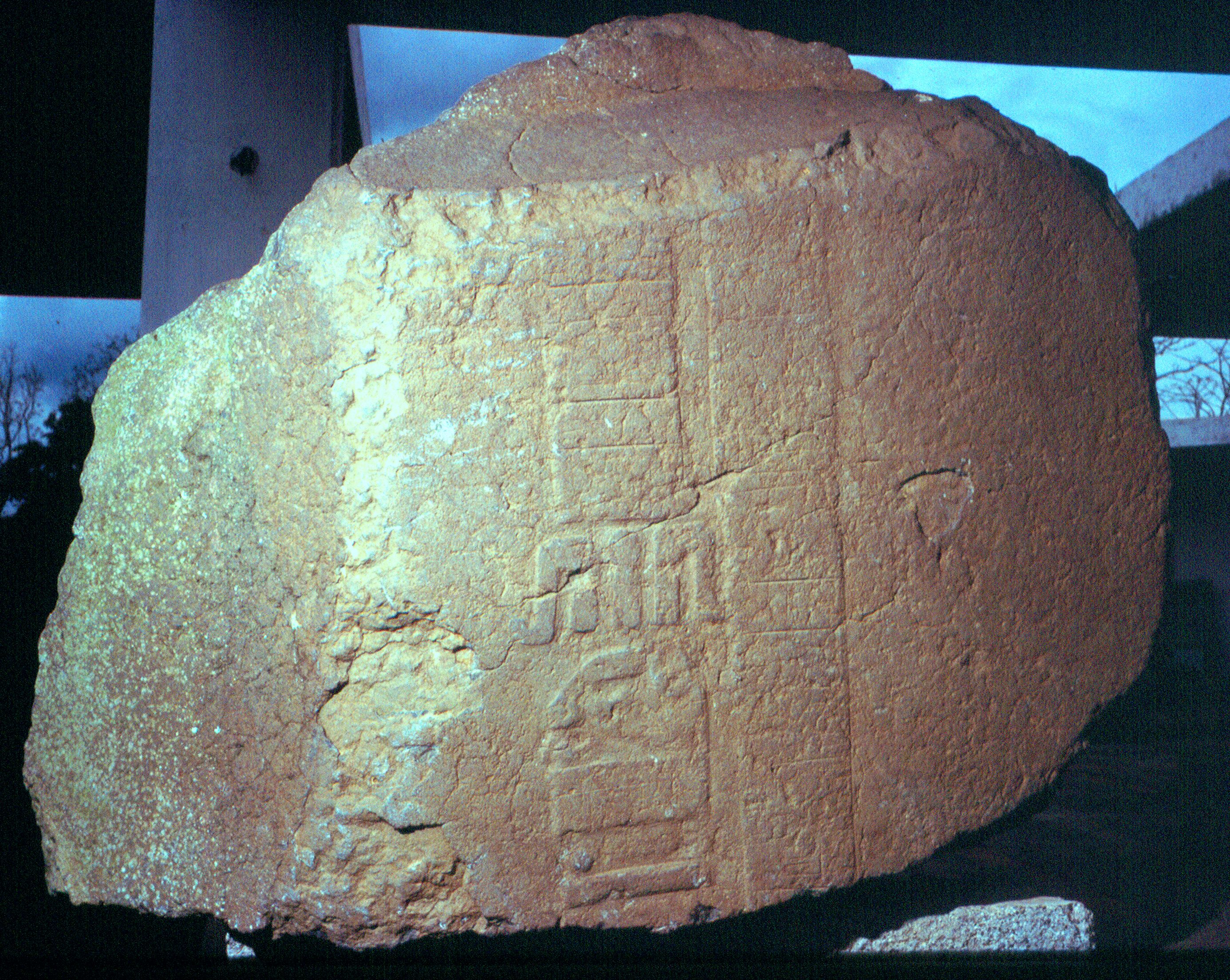
Stele C von Tres Zapotes, oberer Teil

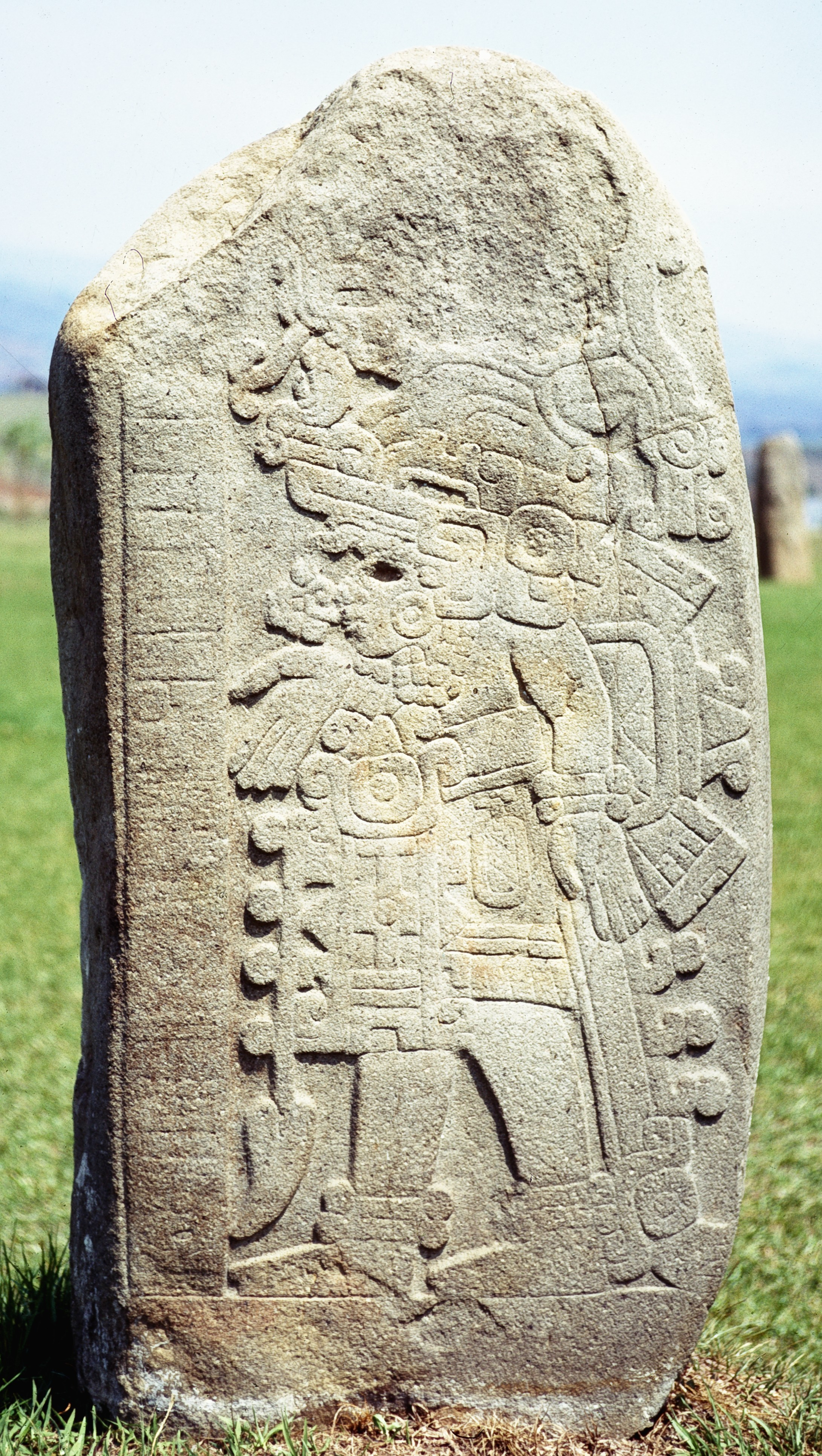
Stele 6 aus Tres Zapotes, Museum Jalapa

Wann der mesoamerikanische Kalender in der beschriebenen Form entstanden ist, lässt sich nicht sagen. Es kann jedoch vermutet werden, dass dies im ersten Jahrtausend v. Chr. geschehen ist. Zunächst dürfte der Kalender nur memoriert worden sein, schriftliche Aufzeichnungen sind sicher später anzusetzen. Die Annahme, dass die Stelen 12 und 13 von Monte Albán als erste gesicherter Nachweis des 260-tägigen Kalenders und des 365-tägigen Jahres in die Mitte des 1. Jahrtausends v. Chr. zu datieren sind, wird nicht allgemein geteilt. Zweifellos enthalten diese beiden Monumente jedoch kalendarische Zeichen, die allerdings mit den später bekannten wenig Übereinstimmung aufweisen, und die typischen Zahlzeichen, die aus Scheiben (für 1) und Balken (für 5) bestehen.
Die Entwicklungslinien in regional-räumlicher Hinsicht lassen sich aus der folgenden Übersicht der frühesten Daten in der Langen Zählung erkennen. Region A bezeichnet den Raum der olmekischen Kultur rund um die Tuxtla-Vulkane, B die Pazifikküste und Guatemala und das Hochland von Chiapas, C den Raum der klassischen Mayakultur (nur beispielhaft). Daraus ist zu sehen, dass sich aus der Region des Isthmus von Tehuantepec der wichtigste Strang vermutlich über die Küstenregion von Guatemala nach Süden ausdehnte, während ein anderer schon sehr früh zum Zentrum der Mayakultur gelangte. Ein später und unfruchtbarer Ableger sind die wenigen Monumente von Cerro de las Mesas.
| Monument                   | Region | Lange Zählung | Tag     | julianischer Kalender |
| -------------------------- | ------ | ------------- | ------- | --------------------- |
| Chiapa de Corzo Stela 2    | B      | 7.16.3.2.13   | 6       | 32 v. Chr. (4. 9.)    |
| Takalik Abaj Stela 2       | B      | 7.16.?.?.?    |         | 37 – 17 v. Chr.       |
| Tres Zapotes Stela C       | A      | 7.16.6.16.18  | 6       | 36 v. Chr. (9.12.)    |
| El Baúl Stela 1            | B      | 7.19.15.7.12  | 12      | 37 n. Chr. (5.3.)     |
| Takalik Abaj Stela 5       | B      | 8.2.2.10.5    |         | 83 n. Chr. (24.8.)    |
| Takalik Abaj Stela 5       | B      | 8.4.5.17.11   |         | 126 n. Chr. (6.5.)    |
| Uaxactún Polychrome Vase   | C      | 8.5.0.0.0     | 12 ajaw | 140 n. Chr. (1.4.)    |
| La Mojarra Stela           | A      | 8.5.3.3.5     | 13      | 143 n. Chr. (21.5.)   |
| La Mojarra Stela           | A      | 8.5.16.9.7    |         | 156 n. Chr. (13.7.)   |
| Tuxtla-Statuette           | A      | 8.6.2.4.18    | 8       | 162 n. Chr. (26.2.)   |
| Hauberg Stela              | C      | 8.8.0.7.0 *   | 3 ajaw  | 199 n. Chr. (9.10.)   |
| Tikal Stela 29             | C      | 8.12.14.8.15  |         | 292 n. Chr. (7.7.)    |
| Leyden Plaque              | C      | 8.14.3.1.12   |         | 320 n. Chr. (15.9.)   |
| Uaxactun Stela 9           | C      | 8.14.10.13.15 | 8 men   | 328 n. Chr. (9.4.)    |
| El Zapote Stela 4          | C      | 8.17.1.5.3    | 2 ajaw  | 378 n. Chr. (25.1.)   |
| Cerro de las Mesas Stela 6 | A      | 9.1.12.14.10  |         | 468 n. Chr. (9.4.)    |
| Cerro de las Mesas Stela 8 | A      | 9.4.18.16.8   | 9       | 533 n. Chr. (6.5.)    |

Das Datum der Langen Zählung ist errechnet.
Hiermit entstand ungefähr in den ersten Jahrhunderten n. Chr. eine Zweiteilung der Kalendersysteme in Mesoamerika: Westlich des Isthmus von Tehuantepec und der Region der Tuxtla-Vulkane mit dem olmekischen Kerngebiet geriet die Lange Zählung außer Gebrauch, zumindest so weit sich aus den Inschriften ablesen lässt, während sie bei den Maya immer mehr ausgebaut und intensiv verwendet wurde.

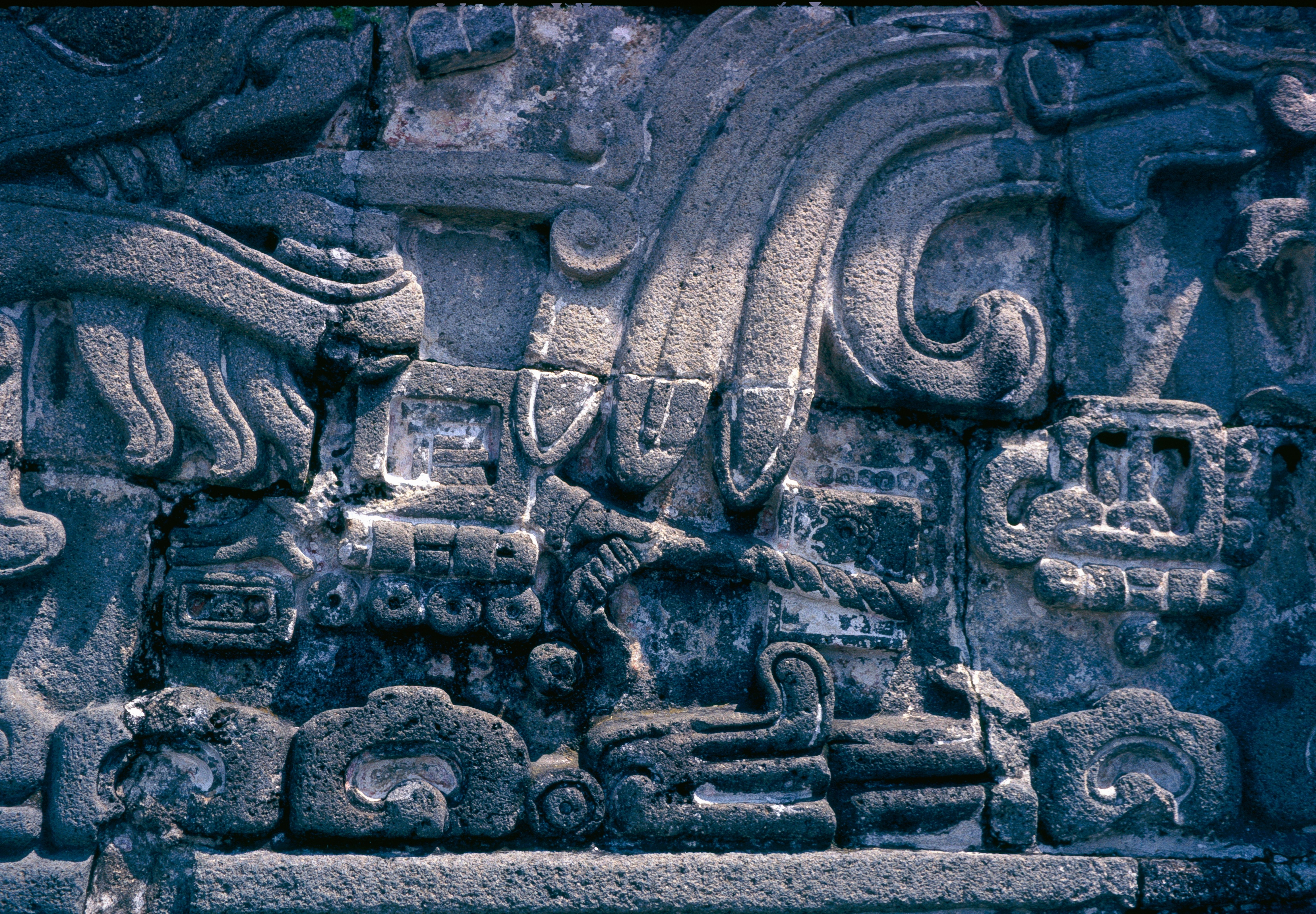
Mögliche Kalenderkorrekation auf der Pyramide der Gelieferten Schlange, Xochicalco

Im Westen zeigen kalendarische Daten in Inschriften nur noch Tageszeichen in einer Kartusche, einer breiten rechteckigen Umrahmung mit abgerundeten Ecken, und die zugehörigen Zahlen (siehe Bild Stelen 12 und 13 Monte Albán). Es kann nur vermutet werden, dass der Kalenderzyklus Jahr überall weiterhin existierte, aber nicht schriftlich aufgezeichnet wurde. Dafür spricht auch, dass ungefähr ab 1000 n. Chr. im mexikanischen Hochland Inschriften mit Daten auftreten, die durch ein Beizeichen in Gestalt einer Schlaufe von den Tagesangaben unterschieden sind und offenbar ein Jahr des 52-jährigen Zyklus bezeichnen (siehe Bild des Monolithen von Maltrata). Eine besonders aufschlussreiche aber zugleich rätselhafte Inschrift in Xochicalco zeigt neben den beschriebenen Kalenderzeichen in einer Kartusche auch ein Tageszeichen in einem schmalen eckigen Rahmen, an dessen Rand die Zahl 11 durch die entsprechende Anzahl von kleinen Scheiben mit Bohrung in der Mitte ausgedrückt ist. Die rätselhafte Aussage dieser Inschrift wird durch eine aus dem Kartuschen-Zeichen herausragende Hand ausgedrückt, die das andere Zeichen mit einem darum geschlungenen Seil heranzieht. Die Hand auf der anderen Seite greift nach einer kleinen Kartusche, die zwei Punkte und ein nicht mehr klar erkennbares Element enthält. Es könnte sich um eine Korrelation zwischen zwei Kalenderstilen handeln, oder um die Ablösung des einen Stils durch den anderen.

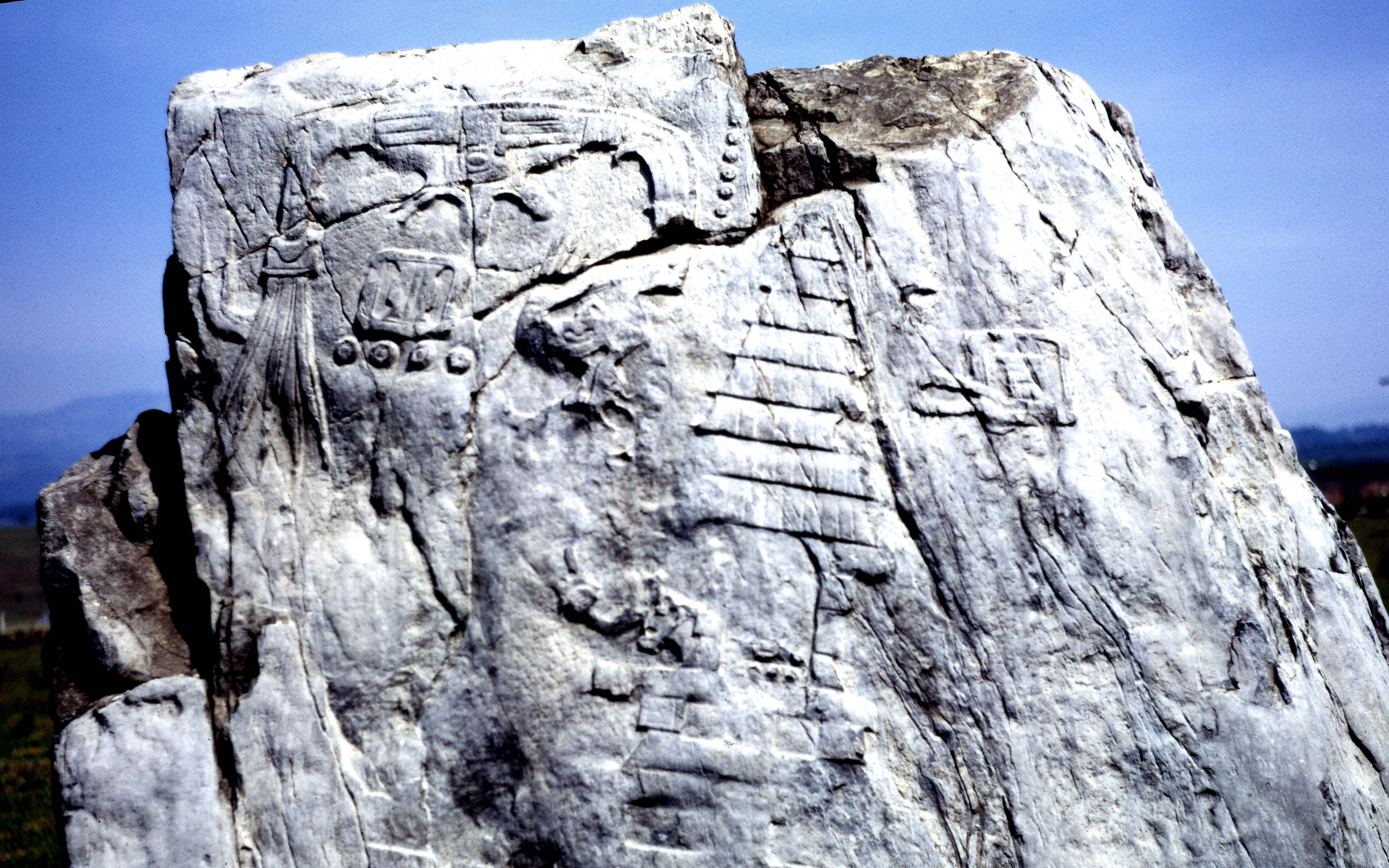
Inschriftenstein von Maltrata

Der postklassische Kalender des westlichen Mesoamerika ist gut bekannt durch die zahlreichen kolonialzeitlichen Bericht über den aztekischen Kalender. Er besteht aus den beiden Zyklen tonalpohualli von 260 Tagen Dauer und dem Jahr xihuitl von unveränderlich 365 Tagen Länge, die zusammen einen Zeitraum von 18.980 Tagen gleich 52 Jahre oder 73 tonalpohualli definierten. Der von den Maya ausführlich dokumentierte Zyklus von 8 Jahren gleich 5 synodischen Vernusumläufen (2.920 Tage) dürfte ebenfalls bekannt gewesen sein.